# 塔赫瑪斯普一世的列王紀

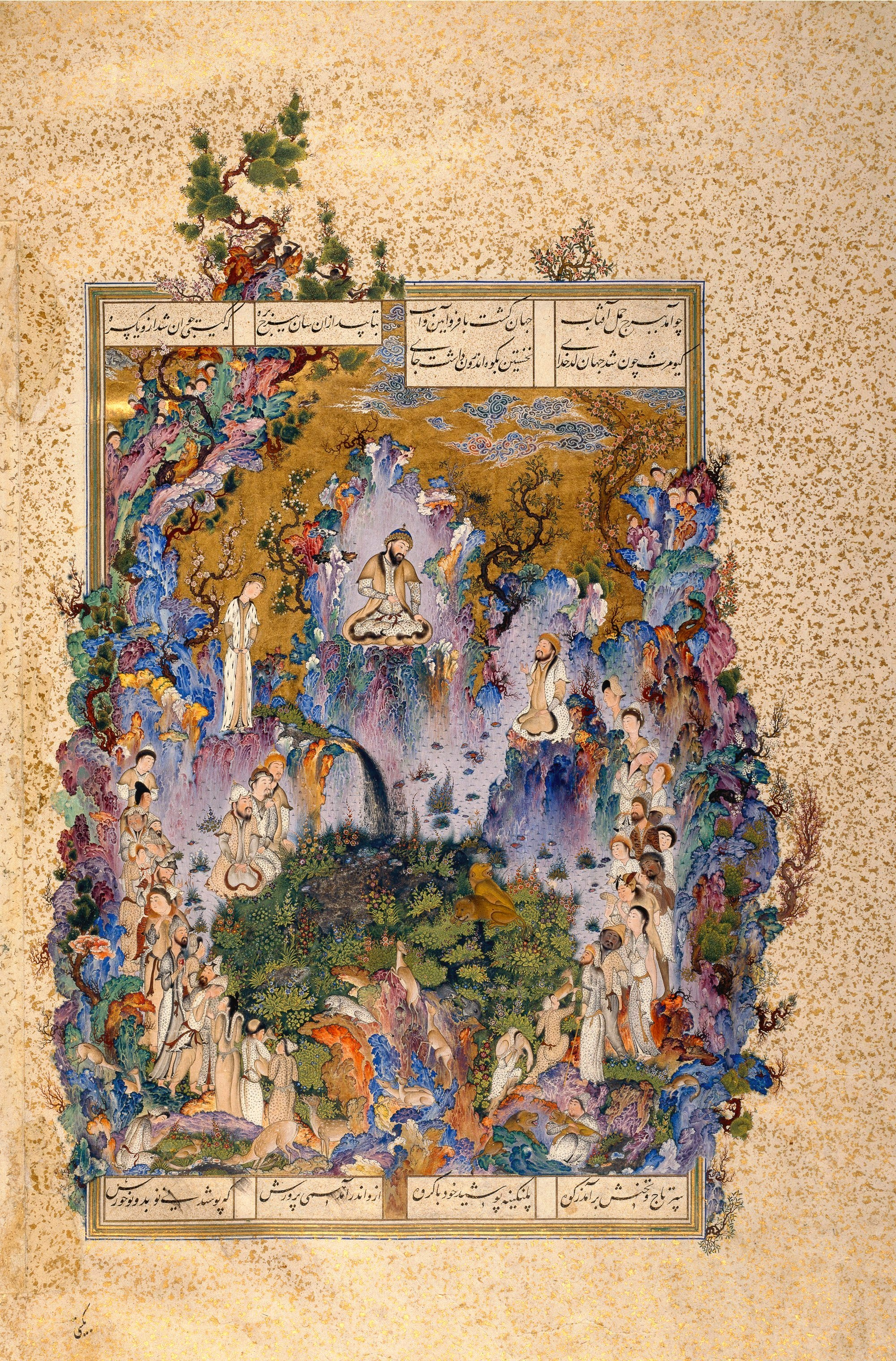
Gayumars的宫廷

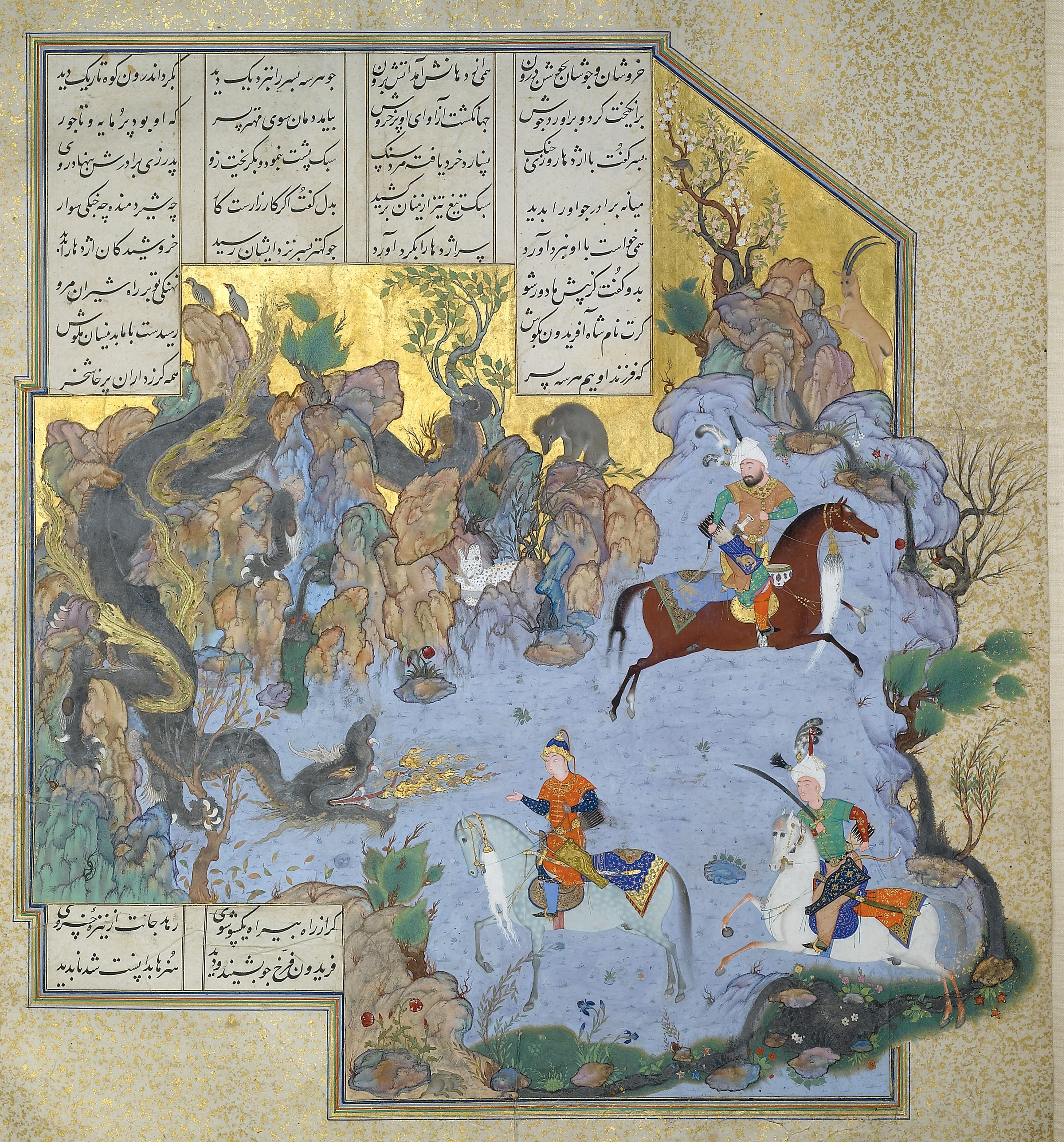
归因于Aqa Mirak ，Faridun 伪装成一条龙来测试他的儿子

沙阿塔赫玛斯普一世的列王纪（波斯語：‎  ) 或霍顿列王纪 (Houghton Shahnameh)是最著名的图文并茂的列王纪手稿之一，它是大伊朗的民族史诗，也是波斯细密画艺术的巅峰之作。它可能是有史以来插图最完整的文本手稿。手稿创建时共有 759 页，其中 258 页是细密画。这些细密画作品由统治者沙阿伊斯玛仪一世 (Shah Ismail I)和沙阿塔赫马斯普一世(Shah Tahmasp I)统治下的大不里士 (Tabriz) 皇家画院的艺术家们手绘而成。完成后，列王纪于 1568 年被赠予奥斯曼苏丹塞利姆二世。页面大小约为 48 x 32 cm，以最高质量的波斯体撰写文本。这份手稿在 1970 年代被拆散，现在世界各地的许多不同收藏中都有这些手稿。 

## 历史
它是根据刚刚控制这座城市的沙阿伊斯玛仪一世的命令在大不里士编撰的。伊斯玛仪一世 (Shah Ismail I) 是一位魅力超凡、军事进取的领袖，这使他能够征服大片有多元化人口的领土。正因为如此，他可以接触到各种各样的艺术家，这些艺术家具有许多专业和不同风格的训练，这使得艺术家们能够合作，并产生了一种新的艺术风格，后来被命名为大不里士风格。  
他委托萨法维波斯最著名的艺术家为这份手稿配图，以展示政治格局的转变，并证明他作为沙阿的统治地位。列王纪的委任编撰是维护统治合法性的一种常见手段，因为史诗将沙阿描绘成一个强大、稳定的君主，毫无疑问应该服从和尊重。 
如此昂贵且装饰华丽的手稿会把伊斯玛仪一世描绘成一位与波斯人的实力和声名息息相关的成功而强大的领袖。最有可能的是，这份手稿要么最终作为礼物送给了奥斯曼帝国的苏丹苏莱曼大帝，要么可能是为了庆祝他的儿子塔赫马斯普 (Tahmasp) 从担任赫拉特总督期间归来。  列王纪被描述为神话和伊朗人民历史的混合体。这使得它可以与世界其他地区具有类似主题的作品相媲美，例如旧约的列王纪或伊利亚特。 

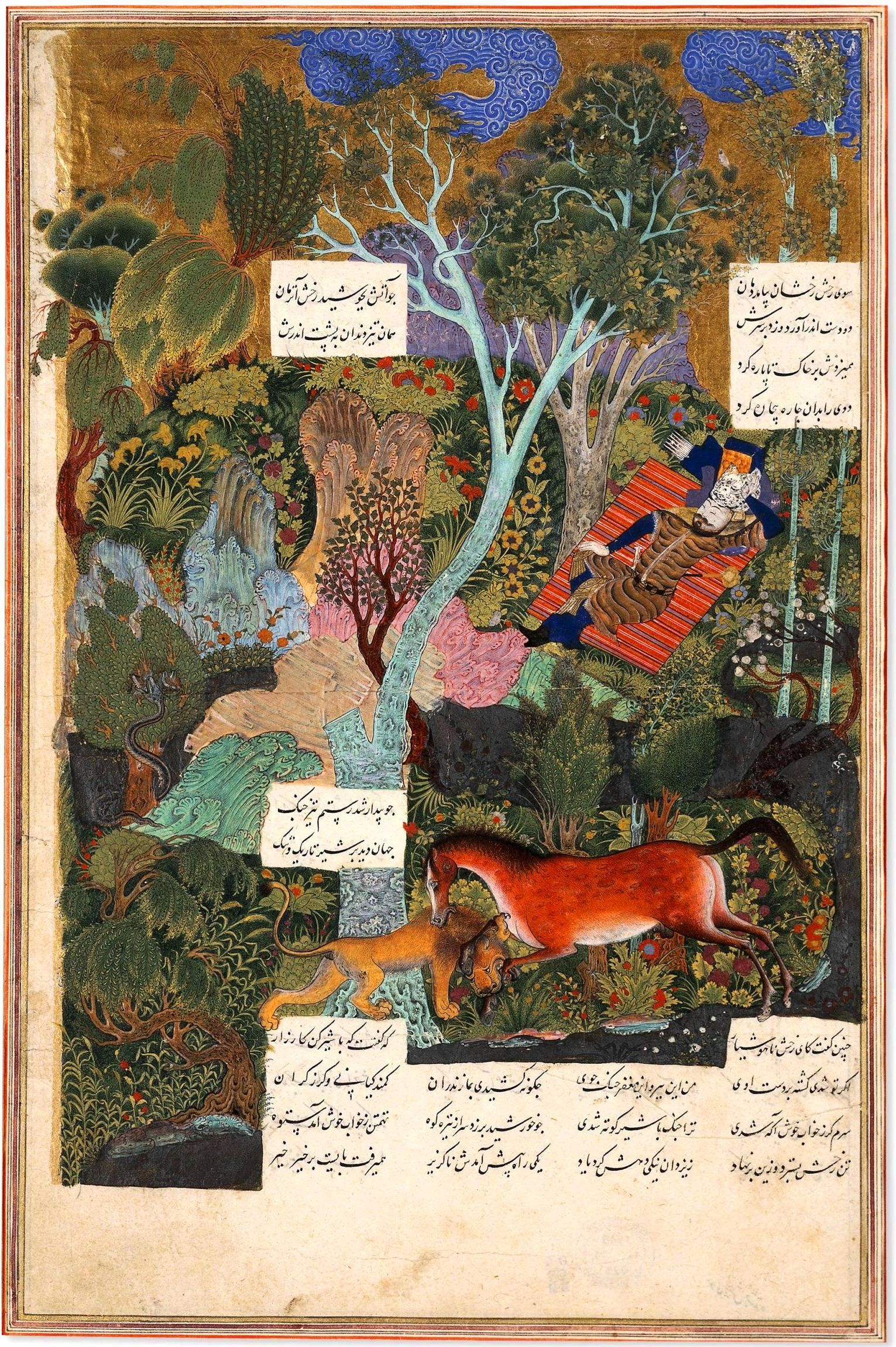
罗斯坦睡着了，而他的马Rakhsh正在杀死一头狮子。 118r。

尽管确切日期仍有争议，但大多数学者认为这项工作始于 1520 年代。它需要几代艺术家才能完成，许多伟大的艺术家都亲自操刀，包括苏丹穆罕默德、米尔·穆萨维尔和阿卡·米拉克。沙阿·伊斯玛仪一世 (Shah Ismail I) 于 1524 年在手稿的编写工作开始后不久就去世了。  塔赫玛斯普一世随后继承了王位，但他当时 11 岁还太小，无法认识到在社会中推广伟大艺术和文化的重要性。据推测，他的顾问推动了手稿的完成 ，并且很可能在他统治期间的 1530 年代中期接近完成。
列王纪最终于 1568 年被赠送给奥斯曼苏丹塞利姆二世。奥斯曼帝国的消息来源透露，它于 1568 年 2 月抵达伊朗大使馆，伴随着 34 头骆驼和其他为苏丹准备的奢华礼物。 这份手稿首次呈现时估计有 30,000 联长，苏丹和他的宫廷成员都对这份手稿印象深刻。 它长期保存在伊斯坦布尔的托卡比皇宫图书馆，1800 年左右在页边添加的评论证明，这部装饰精美的手稿在完成后很长一段时间内吸引了许多统治者和学者。 
当奥斯曼帝国在 1900 年代初期分崩离析时，这份手稿出现在爱德蒙·詹姆斯·德·罗斯柴尔德(Edmond James de Rothschild)的收藏中。 它留在了罗斯柴尔德家族，然后被亚瑟·霍顿二世收购。该手稿曾包含 258 个细密画，但被霍顿单独出售以避税。 霍顿为自己保留了 118 幅细密画，并于 1972 年向大都会艺术博物馆捐赠了 78 幅画作，其余的则卖给了世界各地的其他私人和公共藏品。 
亚瑟·霍顿二世 (Arthur Houghton II) 于 1990 年去世后，他的儿子决定出售装订、正文页和剩余的 118 幅画作。通过与伦敦艺术品交易商奥利弗·霍尔 (Oliver Hoare)的复杂谈判，1994 年，手稿的残骸与德黑兰当代艺术博物馆交换了威廉·德·库宁 (Willem de Kooning)的画作《女人 III》 。这幅画被法拉赫皇后买下，但在伊斯兰共和国被认为是令人反感的。 这些分散的细密画收藏在多个收藏品中，包括拥有 10 个对开本的Khalili 伊斯兰艺术收藏品。  
2011 年 4 月 6 日，学者兼收藏家斯图尔特·卡里·韦尔奇 (Stuart Cary Welch)拥有的这份手稿中的一页以 740 万英镑（1,200 万美元）的价格售出。 

## 细密画
这部作品规模庞大，共 759 页，包括 258 幅细密画，需要皇家画院所有主要艺术家的帮助。确定的一些艺术家是Mir Sayyid Ali 、 Sultan Mohammad 、Mizra-Ali（Sultan Mohammad 的儿子）  Aqa Mirak 、 Mir Musavvir 、 Dust Muhammad ，可能还有Abd al-Samad 。 许多艺术家已经被学者们从他们的风格中识别出来，但并没有被人知道名字。 每页大小约为 48 x 32 cm，文字采用优质波斯体书写。细密画的风格差异很大，但质量始终如一。尽管许多细密画都有神话主题，但它们也描绘了伊朗萨法维时期常见的日常用品。这使得细密画在特定时间和地点独一无二。 手稿展示了赫拉特学校风格的融合，帖木儿王室画院在那里发展出一种古典的克制和优雅风格，以及大不里士画家的风格，后者的风格更具表现力和想象力。大不里士是土库曼统治者的前首都，先后是黑羊王朝和白羊王朝 ，他们在伊斯玛仪一世击败他们并于 1501 年开始萨法维王朝之前统治了波斯的大部分地区
Dust Muhammad 写了一篇关于波斯绘画的记述，其中提到了手稿。这是许多记述中第一个提到居尤马尔宫廷（见上图），他说这是由苏丹穆罕默德创建的，他称其为“时代的顶峰。” 后来的学者称这幅微型画“无与伦比”，“可能是伊朗艺术中最伟大的画作”。  Dust Muhammad 的叙述还强调了肖像画家 Aqa Mirak 和 Mir Musavvir 的惊人才华，他们还绘制了Nizami 的 Khamsa 。 
一幅著名的未完成的微型画描绘了Rustam睡着了，而他的马Rakhsh正在与狮子搏斗，这幅画可能是为手稿而制作的，但从未完成和装订，也许是因为 Tahmasp 不喜欢其充满活力的 Tabriz 风格。它似乎是苏丹穆罕默德所著，他在手稿中的后期作品显示了一种适应Kamāl ud-Dīn Behzād宫廷风格的风格。它现在在大英博物馆。 
He Kills the White Div是最著名的细密画之一，描绘了 Rustam 杀死一名白迪弗（或恶魔）作为他拯救 Kay Kavus 的旅程的一部分。 Rustam 和 Div 周围五颜六色的树叶是为了与黑色空隙形成对比，黑色空隙象征着 Div 广阔的洞穴，在敌对的马赞德兰地区，围绕着这两个人物。 

## 笔记
1. ↑  Leoni, Francesca. . Metropolitan Museum of Art.   [13 February 2016]. （原始内容存档于2023-06-03）.
2. ↑  . Sotheby's. April 6, 2011  [2023-06-05]. （原始内容存档于2022-08-18）.
3. ↑  Welch, Stuart. . New York: George Braziller, Inc. 1976: 14. ISBN 978-0-8076-0812-8.
4. ↑  Firdawsī; Mariani, Phil. . Firdawsī., Canby, Sheila R., Mariani, Phil., Metropolitan Museum of Art (New York, N.Y.). New York. 2011: 13, 21. ISBN 9781588394361. OCLC 711045556.
5. ↑  Piotrovsky and Rogers, 112
6. ↑  Launer, John. . The British Medical Journal. October 1980, 281 (6245): 933–934. JSTOR 25441592. PMC 1714204 . PMID 20793198. doi:10.1136/bmj.281.6245.933.
7. ↑  Canby (2014), 148, 340
8. ↑  . www.metmuseum.org.   [2018-11-27]. （原始内容存档于2022-11-17）.
9. 1 2  . Iran Daily. April 29, 2014.
10. ↑  Walther & Wolf, 424
11. ↑  Leoni, Francesca. . Metropolitan Museum of Art. June 2008  [2018-11-27]. （原始内容存档于2022-11-17）.
12. ↑  Launer, John. . The British Medical Journal. October 1980, 281 (6245): 933–934. JSTOR 25441592. PMC 1714204 . PMID 20793198. doi:10.1136/bmj.281.6245.933.
13. ↑  Tanidi, Zeren. . Muqarnas. 2000, 17: 147–161. JSTOR 1523295. doi:10.2307/1523295.
14. ↑  Leoni, Francesca. . The Metropolitan Museum of Art. June 2008  [2018-11-27]. （原始内容存档于2022-11-17）.
15. ↑  Walther & Wolf, 420
16. ↑  . Iran Daily. April 29, 214.
17. ↑  Blair, Sheila. . Khan Academy.   [10 March 2021]. （原始内容存档于2023-06-05）.
18. ↑  Piotrovsky and Rogers, 112-117; Walther & Wolf, 420
19. ↑  . Khalili Collections.   [2023-06-05]. （原始内容存档于2023-06-05）.
20. ↑  . reuters.com. 6 April 2011  [13 February 2016]. （原始内容存档于2022-11-22）.
21. ↑  Welch, Stuart Cary. . Recent Acquisitions (Metropolitan Museum of Art). 1986, (1986/1987): 8–11. JSTOR 1513701. doi:10.2307/1513701.
22. ↑  Walther and Wolf, 420; for Abd al-Samad, see his biography; there is some controversy over his contributions
23. ↑  Piotrovsky and Rogers, 112-117
24. ↑  Firdawsī.; Firdausī; Tahmāsp, Iran Schah; Tahmāsp, Iran Schah. . New York: New York: Metropolitan Museum of Art. 2011: 13–21. ISBN 9781588394361.
25. ↑  Titley, 80; Walther & Wolf, 420-424
26. ↑  Binyon, Laurence; Gray, Basil; Wilkinson, J.V.S.  Dover. Great Britain: Royal Academy of Arts. 1989-04-19: 186. ISBN 978-0486220543.
27. ↑  Titley, 83; Welch, 17, both quoted
28. ↑  Binyon, Laurence. . Wilkinson, J. V. S. (James Vere Stewart),, Gray, Basil, 1904-1989,, Royal Academy of Arts (Great Britain) Dover. New York. 1933. ISBN 978-0486220543. OCLC 162867.
29. ↑  Canby (1993), 79-80
30. ↑  McWilliams, Mary. . The Bulletin of the Cleveland Museum of Art. 1993, 80 (4): 148–153. JSTOR 25161404.